# Inger Nordbø
Inger Nordbø (nacida como Inger Kragh, Copenhague, 27 de junio de 1915-Oslo, 29 de noviembre de 2004) fue una deportista danesa, nacionalizada noruega, que compitió en natación. Ganó una medalla de bronce en el Campeonato Europeo de Natación de 1934 en la prueba de 200 m braza.

## Palmarés internacional
| Representando a Dinamarca |                       |                   |             |
| Campeonato Europeo        |                       |                   |             |
| Año                       | Lugar                 | Medalla           | Prueba      |
| 1934                      | Magdeburgo (Alemania) | Medalla de bronce | 200 m braza |